# Florian Miguel
Florian Miguel (Bruges, Francia, 1 de septiembre de 1996) es un futbolista francés. Juega de defensa y su equipo es el Burgos C. F. de la Segunda División de España.

## Trayectoria
Empezó su carrera en el año 2015 con el Tours F. C. Estuvo en el club hasta 2018, momento en el que dio el salto a la máxima categoría del fútbol francés con el Nîmes Olympique. En este equipo también permaneció tres años y en agosto de 2021 llegó al fútbol español de la mano de la S. D. Huesca. Allí estuvo un par de temporadas antes de firmar con el Oud-Heverlee Leuven belga en julio de 2023. Un año después regresó a España al fichar por el Burgos C. F.

## Selección nacional
Fue internacional en categorías inferiores con la selección de Francia sub-17.

## Estadísticas
Actualizado al último partido disputado el 31 de mayo de 2025.
| Club                          | Div.          | Temporada     | Liga  | Liga  | Copas nacionales | Copas nacionales | Total | Total |
| Club                          | Div.          | Temporada     | Part. | Goles | Part.            | Goles            | Part. | Goles |
| ----------------------------- | ------------- | ------------- | ----- | ----- | ---------------- | ---------------- | ----- | ----- |
| Tours F. C. "II" Francia      | 5.ª           | 2013-14       | 2     | 0     | —                | —                | 2     | 0     |
| Tours F. C. "II" Francia      | 5.ª           | 2014-15       | 16    | 2     | —                | —                | 16    | 2     |
| Tours F. C. "II" Francia      | 5.ª           | 2016-17       | 2     | 0     | —                | —                | 2     | 0     |
| Tours F. C. "II" Francia      | Total club    | Total club    | 20    | 2     | 0                | 0                | 20    | 2     |
| Tours F. C. Francia           | 2.ª           | 2014-15       | 6     | 0     | 4                | 0                | 10    | 0     |
| Tours F. C. Francia           | 2.ª           | 2015-16       | 28    | 0     | 7                | 0                | 35    | 0     |
| Tours F. C. Francia           | 2.ª           | 2016-17       | 28    | 4     | 2                | 1                | 30    | 5     |
| Tours F. C. Francia           | 2.ª           | 2017-18       | 31    | 4     | 6                | 3                | 37    | 7     |
| Tours F. C. Francia           | Total club    | Total club    | 93    | 8     | 19               | 4                | 112   | 12    |
| Nîmes Olympique "II" Francia  | 4.ª           | 2018-19       | 4     | 0     | —                | —                | 4     | 0     |
| Nîmes Olympique "II" Francia  | Total club    | Total club    | 4     | 0     | 0                | 0                | 4     | 0     |
| Nîmes Olympique Francia       | 1.ª           | 2018-19       | 13    | 0     | 2                | 0                | 15    | 0     |
| Nîmes Olympique Francia       | 1.ª           | 2019-20       | 24    | 1     | 2                | 0                | 26    | 1     |
| Nîmes Olympique Francia       | 1.ª           | 2020-21       | 21    | 0     | 0                | 0                | 21    | 0     |
| Nîmes Olympique Francia       | Total club    | Total club    | 58    | 1     | 4                | 0                | 62    | 1     |
| S. D. Huesca · España         | 2.ª           | 2021-22       | 41    | 2     | 1                | 0                | 42    | 2     |
| S. D. Huesca · España         | 2.ª           | 2022-23       | 37    | 1     | 0                | 0                | 37    | 1     |
| S. D. Huesca · España         | Total club    | Total club    | 78    | 3     | 1                | 0                | 79    | 3     |
| Oud-Heverlee Leuven · Bélgica | 1.ª           | 2023-24       | 26    | 1     | 2                | 1                | 28    | 2     |
| Oud-Heverlee Leuven · Bélgica | Total club    | Total club    | 26    | 1     | 2                | 1                | 28    | 2     |
| Burgos C. F. · España         | 2.ª           | 2024-25       | 39    | 0     | 1                | 1                | 40    | 1     |
| Burgos C. F. · España         | Total club    | Total club    | 39    | 0     | 1                | 1                | 40    | 1     |
| Total carrera                 | Total carrera | Total carrera | 318   | 15    | 27               | 6                | 345   | 21    |
| 1.                            |               |               |       |       |                  |                  |       |       |

## Vida personal
Miguel nació en Francia, su padre es portugués y su madre francesa.